# Mannophryne neblina
Mannophryne neblina es una especie de anfibio anuro de la familia Aromobatidae.

## Distribución geográfica
Esta especie es endémica del Parque nacional Henri Pittier en el estado de Aragua, Venezuela. Habita entre los 900 y 1100 m de altitud.

## Publicación original
- Test, 1956 : Two new dendrobatid frogs from northern Venezuela. Occasional Papers of the Museum of Zoology, University of Michigan, n.º 577, p. 1-9[5]